# مينوكامو غيفو
مينوكامو غيفو (بالإنجليزية: Minokamo, Gifu)‏ هي مدن اليابان تقع في اليابان في غيفو (محافظة).  يقدر عدد سكانها بـ 54,944 نسمة .

## المناخ
يظهر الجدول التالي التغييرات المناخية على مدار السنة لمينوكامو غيفو:
| البيانات المناخية لـمينوكامو غيفو   | البيانات المناخية لـمينوكامو غيفو | البيانات المناخية لـمينوكامو غيفو | البيانات المناخية لـمينوكامو غيفو | البيانات المناخية لـمينوكامو غيفو | البيانات المناخية لـمينوكامو غيفو | البيانات المناخية لـمينوكامو غيفو | البيانات المناخية لـمينوكامو غيفو | البيانات المناخية لـمينوكامو غيفو | البيانات المناخية لـمينوكامو غيفو | البيانات المناخية لـمينوكامو غيفو | البيانات المناخية لـمينوكامو غيفو | البيانات المناخية لـمينوكامو غيفو | البيانات المناخية لـمينوكامو غيفو |
| الشهر                               | يناير                             | فبراير                            | مارس                              | أبريل                             | مايو                              | يونيو                             | يوليو                             | أغسطس                             | سبتمبر                            | أكتوبر                            | نوفمبر                            | ديسمبر                            | المعدل السنوي                     |
| ----------------------------------- | --------------------------------- | --------------------------------- | --------------------------------- | --------------------------------- | --------------------------------- | --------------------------------- | --------------------------------- | --------------------------------- | --------------------------------- | --------------------------------- | --------------------------------- | --------------------------------- | --------------------------------- |
| الدرجة القصوى °م (°ف)               | 16.6 (61.9)                       | 20.3 (68.5)                       | 24.7 (76.5)                       | 30.2 (86.4)                       | 33.6 (92.5)                       | 36.1 (97.0)                       | 37.9 (100.2)                      | 39.5 (103.1)                      | 38.4 (101.1)                      | 32.6 (90.7)                       | 25.1 (77.2)                       | 21.9 (71.4)                       | 39.5 (103.1)                      |
| متوسط درجة الحرارة الكبرى °م (°ف)   | 8.0 (46.4)                        | 9.2 (48.6)                        | 13.1 (55.6)                       | 19.5 (67.1)                       | 24.1 (75.4)                       | 27.3 (81.1)                       | 30.9 (87.6)                       | 32.7 (90.9)                       | 28.4 (83.1)                       | 22.5 (72.5)                       | 16.4 (61.5)                       | 10.8 (51.4)                       | 20.2 (68.4)                       |
| متوسط درجة الحرارة الصغرى °م (°ف)   | −1.8 (28.8)                       | −1.4 (29.5)                       | 1.8 (35.2)                        | 7.4 (45.3)                        | 12.6 (54.7)                       | 17.8 (64.0)                       | 21.9 (71.4)                       | 22.9 (73.2)                       | 19.1 (66.4)                       | 12.0 (53.6)                       | 5.6 (42.1)                        | 0.3 (32.5)                        | 9.9 (49.7)                        |
| أدنى درجة حرارة °م (°ف)             | −8.7 (16.3)                       | −8.6 (16.5)                       | −8.9 (16.0)                       | −2.0 (28.4)                       | 1.9 (35.4)                        | 8.3 (46.9)                        | 15.2 (59.4)                       | 15.3 (59.5)                       | 7.8 (46.0)                        | 0.9 (33.6)                        | −2.5 (27.5)                       | −6.9 (19.6)                       | −8.9 (16.0)                       |
| الهطول مم (إنش)                     | 57.8 (2.28)                       | 72.7 (2.86)                       | 137.1 (5.40)                      | 148.9 (5.86)                      | 187.2 (7.37)                      | 230.0 (9.06)                      | 270.3 (10.64)                     | 156.6 (6.17)                      | 231.3 (9.11)                      | 126.2 (4.97)                      | 92.9 (3.66)                       | 52.3 (2.06)                       | 1٬763٫3 (69.44)                   |
| متوسط أيام هطول الأمطار (≥ 1.0 mm)  | 8.0                               | 7.7                               | 10.1                              | 10.6                              | 11.3                              | 12.7                              | 13.7                              | 9.2                               | 11.8                              | 9.2                               | 8.2                               | 7.7                               | 120.2                             |
| ساعات سطوع الشمس الشهرية            | 142.9                             | 157.3                             | 187.7                             | 192.8                             | 184.1                             | 143.0                             | 158.0                             | 198.9                             | 156.0                             | 157.5                             | 142.3                             | 145.8                             | 1٬966٫3                           |
| المصدر: Japan Meteorological Agency |                                   |                                   |                                   |                                   |                                   |                                   |                                   |                                   |                                   |                                   |                                   |                                   |                                   |

## أعلام
- تسوكاسا ماتسوياما
- إريكو كيتاجاوا